# Maximiliano Caufriez
Maximiliano Caufriez (* 16. února 1997) je belgický fotbalový obránce hrající za Waasland-Beveren, kde plní roli kapitána.

## Klubová kariéra

### Waasland-Beveren
Caufriez přestoupil do juniorky Beverenu v červenci 2015 z Anderlechtu. V Jupiler Pro League, belgické první lize, debutoval 4. dubna 2016 proti Mouscronu. První gól vstřelil o dva týdny později Kortrijku. Od sezony 2019/20 je v týmu kapitánem. V prosinci 2019 o Caufrieze údajně projevila zájem pražská Sparta. Sparta o Caufrieze skutečně zájem měla, jeho agent dokonce v Praze domluvil podmínky smlouvy, vedení Waaslandu se ale rozhodlo svého kapitána neuvolnit, jelikož v domácí lize bojovali o udržení.